# سیارک ۵۳۷۴
سیارک ۵۳۷۴ (به انگلیسی: 5374 Hokutosei، نامگذاری:1989AM1) پنج هزار و سیصد و هفتاد و چهارمین سیارک کشف شده‌است که در ۴ ژانویه ۱۹۸۹ کشف شد.
قدر مطلق سیارک برابر ۱۱٫۲۰ است.